# Добра-Новіни
Добра-Новіни (пол. Dobra-Nowiny) — село в Польщі, у гміні Стрикув Згерського повіту Лодзинського воєводства.
Населення — 245 осіб (2011).

## Демографія
Демографічна структура станом на 31 березня 2011 року:
|          | Загалом | Допрацездатний вік | Працездатний вік | Постпрацездатний вік |
| -------- | ------- | ------------------ | ---------------- | -------------------- |
| Чоловіки | 128     | 40                 | 81               | 7                    |
| Жінки    | 117     | 24                 | 74               | 19                   |
| Разом    | 245     | 64                 | 155              | 26                   |